# Луостарі (пристанційне селище)
Луостарі (рос. Луостари, від фін. Luostari — монастир) — пристанційне селище у Печензькому районі Мурманської області Російської Федерації.
Населення становить 10 осіб. Належить до муніципального утворення Корзуновське сільське поселення .

## Населення
| 2002 | 2010 |
| ---- | ---- |
| 41   | ↘10  |